# 디스이즈엔지니어링
디스이즈엔지니어링 주식회사(this is engineering Inc., TIE)는 자율 비행과 차세대 모빌리티 분야의 기술을 개발하는 로보틱스 기업이다.

## 연혁
- 2016년 3월 서울대 기계항공공학부 출신의 홍유정 대표가 설립[1]
- 2016년 5월 서울대학교 창업경진대회 '비더로켓(Be the Rocket) 시즌2' 대상 수상[2]
- 2016년 10월 세계 최초 한 손 조작 가능한 드론 '시프트' 킥스타터 공개[3]
- 2018년 6월 시리즈A의 투자유치 마감 (70억원)[4]
- 2018년 11월 자체개발 5인승 UAM인 시프트 콤슨(SHIFT COMPSON) 초기 개념설계 완료[5]
- 2019년 1월 CES Las Vegas 2019 참가[6]
- 2019년 9월 IFA Berlin 2019 참가[7]
- 2019년 10월 소비자용 드론 시프트 레드(SHIFT RED) 프리-런칭 및 사전주문 판매 시작[7]
- 2019년 12월 시프트 레드(SHIFT RED) 북미 런칭[8]
- 2020년 7월 브릿지 투자 유치
- 2020년 10월 시프트 콤슨(SHIFT COMPSON) 체계개발 착수
- 2020년 12월 중소기업부 선정 예비유니콘[9]
- 2021년 3월 강원도와 드론 택시 개발사업 업무협약(MOU) 체결[10]
- 2022년 3월 국토부 드론실증도시 드론배송사업자 선정 (성남시 컨소시엄)[11]
- 2022년 8월 자율주행 드론배송서비스 'SHIFT ZEROLAP' 베타서비스 런칭[12]
- 2022년 9월 드론실증도시 드론배송서비스인 'Zerolap Library 2022' 런칭
- 2023년 3월 국토부 드론실증도시 드론배송사업자 선정 (성남시, 태안군 등 총 2개 지자체 컨소시엄)[13][14]
- 2023년 7월 시프트 콤슨(SHIFT COMPSON) 컨셉 공개[15][16]